# Iujno-Sahalinsk
Iujno-Sahalinsk (ru. Южно-Сахалинск) este un oraș din regiunea Sahalin, Federația Rusă, cu o populație de 175.085 locuitori.

## Geografie

### Climat
| Date climatice pentru Iujno-Sahalinsk | Date climatice pentru Iujno-Sahalinsk | Date climatice pentru Iujno-Sahalinsk | Date climatice pentru Iujno-Sahalinsk | Date climatice pentru Iujno-Sahalinsk | Date climatice pentru Iujno-Sahalinsk | Date climatice pentru Iujno-Sahalinsk | Date climatice pentru Iujno-Sahalinsk | Date climatice pentru Iujno-Sahalinsk | Date climatice pentru Iujno-Sahalinsk | Date climatice pentru Iujno-Sahalinsk | Date climatice pentru Iujno-Sahalinsk | Date climatice pentru Iujno-Sahalinsk | Date climatice pentru Iujno-Sahalinsk |
| Luna                                  | Ian                                   | Feb                                   | Mar                                   | Apr                                   | Mai                                   | Iun                                   | Iul                                   | Aug                                   | Sep                                   | Oct                                   | Nov                                   | Dec                                   | Anual                                 |
| ------------------------------------- | ------------------------------------- | ------------------------------------- | ------------------------------------- | ------------------------------------- | ------------------------------------- | ------------------------------------- | ------------------------------------- | ------------------------------------- | ------------------------------------- | ------------------------------------- | ------------------------------------- | ------------------------------------- | ------------------------------------- |
| Maxima medie °C (°F)                  | −6.7 (19,9)                           | −5.3 (22,5)                           | −0.2 (31,6)                           | 6.8 (44,2)                            | 13.4 (56,1)                           | 17.8 (64)                             | 21.1 (70)                             | 22.4 (72,3)                           | 19.1 (66,4)                           | 12.2 (54)                             | 3.2 (37,8)                            | −3.6 (25,5)                           | 8,4 (47,1)                            |
| Media zilnică °C (°F)                 | −12 (10,4)                            | −11.5 (11,3)                          | −5.5 (22,1)                           | 2.1 (35,8)                            | 7.9 (46,2)                            | 12.7 (54,9)                           | 16.6 (61,9)                           | 18.0 (64,4)                           | 13.9 (57)                             | 7.0 (44,6)                            | −1.1 (30)                             | −8.4 (16,9)                           | 3,3 (37,9)                            |
| Minima medie °C (°F)                  | −17.3 (0,9)                           | −17.7 (0,1)                           | −10.9 (12,4)                          | −2.5 (27,5)                           | 2.4 (36,3)                            | 7.5 (45,5)                            | 12.1 (53,8)                           | 13.6 (56,5)                           | 8.6 (47,5)                            | 1.7 (35,1)                            | −5.4 (22,3)                           | −13.1 (8,4)                           | −1,7 (28,9)                           |
| Minima istorică °C (°F)               | −32.8 (−27.0)                         | −34.8 (−30.6)                         | −27.7 (−17.9)                         | −19.5 (−3.1)                          | −6.2 (20,8)                           | −0.9 (30,4)                           | 1.5 (34,7)                            | 2.4 (36,3)                            | −4.2 (24,4)                           | −8 (17,6)                             | −22.6 (−8.7)                          | −26.9 (−16.4)                         | −34,8 (−30,6)                         |
| Precipitații mm (inches)              | 52.1 (2.051)                          | 35.6 (1.402)                          | 48.9 (1.925)                          | 62.1 (2.445)                          | 67.3 (2.65)                           | 52.3 (2.059)                          | 84.7 (3.335)                          | 108.1 (4.256)                         | 112.0 (4.409)                         | 102.9 (4.051)                         | 82.4 (3.244)                          | 69.2 (2.724)                          | 877,6 (34,551)                        |
| Sursă: meteolabs.ru                   |                                       |                                       |                                       |                                       |                                       |                                       |                                       |                                       |                                       |                                       |                                       |                                       |                                       |

1. ↑   http://www.dagun.ru/files/Documents/gen_plan/yuzhno-sakh/3/adm_shema.rar Lipsește sau este vid: |title= (ajutor)